# Zorko Vičar
Zorko Vičar [zórko vičár], slovenski astronom in pedagog, * 28. marec 1962, Kog.
Vičar od leta 1990 naprej vodi Astronomski krožek Gimnazije Šentvid (AKGŠ). Je soustanovitelj Astronomskega društva Vega (ADV) in mentor več raziskovalnih nalog s področja astronomije v sklopu projekta ZOTKS - Gibanje znanost mladini.
Ureja spletišče AKGŠ in objavlja poljudnoznanstvene članke v astronomski reviji Spika ter reviji Gea.
Leta 2008 je podal pobudo, da vsem šolam v Sloveniji, 400 let po Galileju, pripada tudi astronomska oprema. Pobuda - "Teleskop za vsako šolo" - je bila v Mednarodnem letu astronominje 2009 uspešno realizirana. Opremo je sofinanciralo Ministrstvo za šolstvo in šport RS. Kar 526 šol je kupilo astronomsko opremo, to je 82 % vseh šol, in tudi nekateri zavodi za izobraževanje otrok s
posebnimi potrebami.
Zelo pozitiven odmev je imel tudi neposredni ADV in AKGŠ internetni prenos prehoda Venere čez Sončevo ploskvo, 8. junija 2004 in prenos Sončevega mrka iz Turčije 29. marca 2006.